# Vilaverd
Vilaverd és una vila i municipi de la comarca de la Conca de Barberà, escrit Vilavert fins al 1983.

## Geografia
- Llista de topònims de Vilaverd (Orografia: muntanyes, serres, collades, indrets..; hidrografia: rius, fonts...; edificis: cases, masies, esglésies, etc).

Vilaverd és el municipi més al sud de la Conca de Barberà; limita amb Montblanc al Nord i amb la Riba (Alt Camp) al Sud.
Geogràficament està situat a l'Est de les Muntanyes de Prades. El relleu és accidentat. En el seu territori conflueix el riu Brugent amb el Francolí.

## Història
El topònim està documentat al segle xii com Villa Viridi, «vila verda» que podria fer referència a la vegetació o bé d'origen àrab a partir del nom de persona Uard, o de uarz, «vila nova». Als fogatges dels segles xv i xvi consta amb grafia fonètica Vilavert, de la vegueria de Montblanc. El 1933 es va fixar la grafia etimològica, anul·lada durant el franquisme fins al 1983.
A l'època sarraïna va ser un enclavament estratègic gràcies al seu castell (del segle xi). La Reconquesta arribà a Vilaverd l'any 848. Poc després al segle xii esdevingué propietat de l'arquebisbe de Tarragona.
Fills il·lustres de la població han estat el bisbe de Girona entre 1934 i 1963, Josep Cartañà i Inglés, i el professor i historiador Francesc Cortiella i Òdena.

## Economia
Antigament a Vilaverd se'n va treure profit dels pous de glaçi de la força hidràulica del riu, al voltant del qual hi van haver dos molins fariners, l'un es deia Molí de Janoi i l'altre Molí de Baix.
En l'actualitat la principal font econòmica de la població és la indústria, especialment la paperera, i en segon lloc l'agricultura, que ha anat en declivi en els darrers anys. Els conreus tradicionals són: la vinya, l'olivera i els cereals. La cooperativa agrícola data del 1914.
Hi ha 378,13 hectàrees d'espai natural incloses en la Xarxa Natura 2000, motiu pel qual el municipi rep visitants amants del senderisme.

## Comunicacions
Vilaverd està ben comunicat, situat a prop de la carretera N-240, de la C-240, la C-241. Hi ha servei regular d'autobusos que enllacen amb Tarragona i Barberà de la Conca amb parades en altres viles d'aquest recorregut; una altra línia d'autobusos enllaça amb Valls i Poblet i Vimbodí. També hi ha una estació de ferrocarril de la línia que comunica Tarragona amb Lleida.

## Llocs d'interès
- Ermita de la Mare de Déu del Mongoi (segle xiii)
- Església parroquial de St. Martí (segle xii)

## Fires, festes i mercats
Vilaverd celebra la festa major per Sant Cristòfol, el 10 de juliol, i per Sant Martí, l'11 de novembre.

## Demografia
| 1497 f | 1515 f | 1553 f | 1717 | 1787 | 1857  | 1877  | 1887  | 1900 | 1910 |
| ------ | ------ | ------ | ---- | ---- | ----- | ----- | ----- | ---- | ---- |
| 21     | 22     | 44     | 232  | 793  | 1.077 | 1.102 | 1.109 | 949  | 866  |

| 1920 | 1930 | 1940 | 1950 | 1960 | 1970 | 1981 | 1990 | 1992 | 1994 |
| ---- | ---- | ---- | ---- | ---- | ---- | ---- | ---- | ---- | ---- |
| 757  | 730  | 677  | 643  | 576  | 488  | 412  | 382  | 369  | 369  |

| 1996 | 1998 | 2000 | 2002 | 2004 | 2006 | 2008 | 2010 | 2012 | 2014 |
| ---- | ---- | ---- | ---- | ---- | ---- | ---- | ---- | ---- | ---- |
| 361  | 360  | 354  | 386  | 416  | 438  | 490  | 503  | 488  | 487  |

| 2016 | 2018 | 2020 | 2022 | 2024 | 2026 | 2028 | 2030 | 2032 | 2034 |
| ---- | ---- | ---- | ---- | ---- | ---- | ---- | ---- | ---- | ---- |
| 452  | 456  | 443  | 453  | 468  | -    | -    | -    | -    | -    |

## Política
Llista d'alcaldes i nombre de regidors per partit
| Junts | - | - | - | -  | -  | -  | - | - | - | -  | 7 | 3 |
| PSC | - | - | - | -  | -  | -  | - | 3 | 2 | -  | - | - |
| ERC | - | - | - | -  | -  | -  | 2 | - | 1 | 1  | - | 4 |
| CiU | 7 | 7 | 7 | 4  | 5  | 4  | 5 | 4 | 4 | 4  | - | - |
| Altres | - | - | - | 3a | 2b | 3b | - | - | - | 2c | - | - |
| Total | 7 | 7 | 7 | 7  | 7  | 7  | 7 | 7 | 7 | 7  | 7 | 7 |
| a Unió d'Independents - Conca de Barberà; b Unió d'Independents - Conca de Barberà - FIC; c El Teu Vilaverd El Nostre Objectiu - FIC; |   |   |   |    |    |    |   |   |   |    |   |   |